# 姊妹染色分體交換

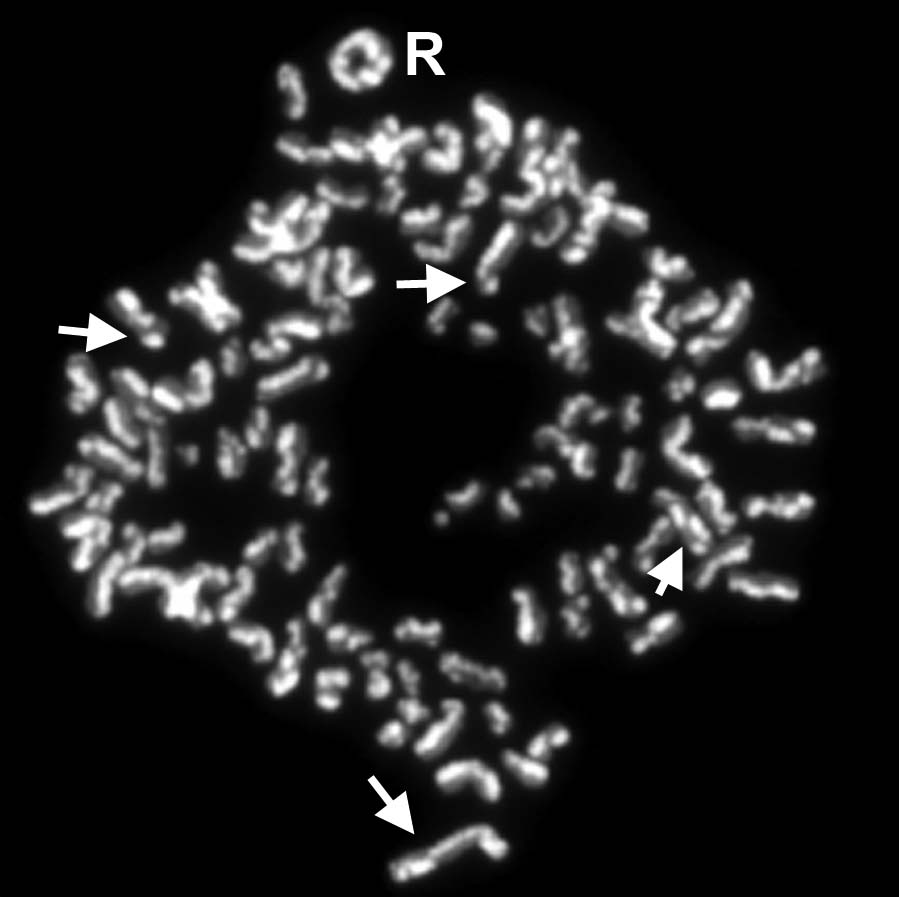
一个细胞系的中期扩散，其中显示一个环形染色体（R）和几个非姐妹染色单体交换（SCEs），其中一些用箭头表示。

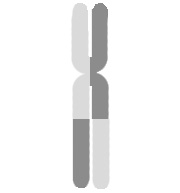
一种姐妹染色单体交换模式。染色单体的下方已互换。

姊妹染色分體交換（英語：sister chromatid exchange，縮寫 SCE），是兩條相同的姊妹染色單體之間的遺傳物質交換。
这是在有絲分裂后期之前，利用吉姆萨染色法在一条属于姐妹染色单体复合物的染色单体上首次发现的。染色显示，少数染色的片段转移到了未染色的姐妹染色单体上。
姐妹分體交換的原因尚不清楚，但它是必需的，并用于许多产品的突變原测试。每次有丝分裂每对染色体发生4 - 5次姐妹单体交换为正常，而14 - 100次交换则不正常，对生物体有危险。在包括布卢姆综合征在内的疾病下，姐妹单体交换的频率会升高，根据细胞类型不同，其重组频率约为正常值的10-100倍。过于频繁的姐妹单体交换可能与肿瘤的形成有关。